# Samsun (provincie)
Samsun je turecká provincie na jižním pobřeží Černého moře. Jejím hlavním městem je Samsun. V roce 2000 měla 366 000  obyvatel. Má rozlohu 3 920 km².

## Administrativní členění
Samsunská provincie se dělí na 15 distriktů:
| - Samsun - Alaçam - Asarcık - Ayvacık - Bafra - Çarşamba - Havza - Kavak | - Lâdik - 19 Mayıs - Salıpazarı - Tekkeköy - Terme - Vezirköprü - Yakakent |